# Rosolio
Le rosolio est un type de liqueur particulièrement populaire dans l'Italie de la Renaissance, notamment à la cour de Catherine de Médicis, qui en exporta l'usage même en France. la liqueur est listée dans les produits agroalimentaires traditionnels italiens.

## Caractéristiques
Le Vocabolario della Lingua Italiana de Zingarelli définit le rosolio comme une « liqueur préparée avec de l'alcool, du sucre et de l'eau dans la même proportion, avec une essence qui lui donne son nom » : ainsi, le rosolio à la rose, le rosolio à la menthe, etc. L'étymologie qui lui est attribuée est celle de ros solis, c'est-à-dire la « rosée du soleil ». Drosera et rosolida viennent du grec qui signifie « couvert de rosée », en fait les rossolis semblent être couverts de rosée. Avec Drosera rotundifolia L., la pharmacopée a parmi la création d'un élixir appelé ros solis, originaire de Dalmatie. Le mot ros solis s'est transformé en rosolio, interprété comme une liqueur à base de roses. Par conséquent, les pétales de rose sont peu utiles dans la définition du nom.
À Ficarra, dans la province de Messine, une recette particulière conseillait de le préparer en conservant de l'alcool (auquel on avait préalablement ajouté les pelures de trois oranges macérées pendant quarante jours et de la vanille) et un sirop fait simplement avec du sucre et de l'eau mis en bouteille ensemble pendant une semaine.
La liqueur Concerto est un type de rosolio produit sur la côte amalfitaine, plus précisément dans la ville de Tramonti.